# Aktivklubb
Aktivklubb (engelska: active club) är decentraliserade celler kopplade till vit makt- och nynazistmiljön, där män samlas för kampsport- och styrketräning.
Medlemmarna ser sig vanligen som soldater i en upplevd konflikt som de menar hotar att förinta den "vita rasen".
Klubbarna är ofta sammanknutna i lösa nätverk. Rörelsen startade i USA och har sedan spridits till andra länder.

## Historia
Fysisk träning har varit en central del del av nazistisk ideologi och propaganda sedan Tredje riket.
Aktivklubbarna växte fram ut den amerikanska Rise Above-rörelsen, där ledaren Robert Rundo lanserade idén i december 2020. Redan i Rise Above-miljön hade medlemmarna refererat till sig själva som alternativhögerns främsta MMA-klubb, vilket de byggde vidare på med aktivklubbarna. I januari 2021 startade Rundo och tyska nynazisten Denis Kapustin podden Active Club Podcast, där de uppmanade följare att skapa egna aktivklubbar för att återuppväcka en "krigaranda" och "bevara sitt europeiska arv" genom att träna MMA.
Rundo har beskrivit aktivklubbar som "Vit nationalism 3.0", med mindre grupper som rekryterar lokalt och är mer försiktiga med hur de presenterar sig online.

## Aktivitet
Säkerhetspolisen beskriver aktivklubbarna som präglade av starka maskulinitetsnormer och som en möjlig plattform för radikalisering av unga män till våldsbejakande högerextremism. Enligt myndigheten är rasideologi ett viktigt inslag och fysisk träning en del i att skapa ett våldskapital.
I september 2023 beskrev Counter Extremism Project (CEP) nätverket som en transnationell rörelse som strävar efter att skapa en "skugg- eller reservarmé" som kan mobiliseras för att genomföra "koordinerade, storskaliga" våldsamma attacker. En studie från CEP visade att nätverket följde en strategi att "gömma sig i öppen dager" genom att visa upp ett "vänligt ansikte" för att rekrytera unga vita män till träning, sport och kampsport.

## Sverige
Aktivklubbmiljön i Sverige etablerades 2023 och har representerats av bland annat Gym XIV och Aktivklubb Sverige och konceptet har spridit sig från Sverige vidare till grannländerna i Norden. Framväxten av aktivklubbar i Sverige har sammanfallit med Nordiska motståndsrörelsens nedgång under 2020-talet, där de två grupperna har konkurrerat om att rekrytera ungefär samma målgrupp.
Deltagare i aktivklubbar har vid ett flertal tillfällen agerat hotfullt mot olika Pride-evenemang i Sverige. I en granskning som Expo gjort var en majoritet av medlemmarna i aktivklubbar dömda för brott, däribland vapenbrott, hets mot folkgrupp och misshandel.